# Niquelândia (ort)
Niquelândia är en ort i Brasilien.   Den ligger i kommunen Niquelândia och delstaten Goiás, i den centrala delen av landet, 160 km norr om huvudstaden Brasília. Niquelândia ligger 580 meter över havet och antalet invånare är 27 541.
Terrängen runt Niquelândia är huvudsakligen kuperad, men västerut är den platt. Niquelândia ligger nere i en dal som går i öst-västlig riktning. Det finns inga andra samhällen i närheten.
Omgivningarna runt Niquelândia är huvudsakligen savann. Runt Niquelândia är det glesbefolkat, med 13 invånare per kvadratkilometer.